# Шумадийско-воеводинский диалект

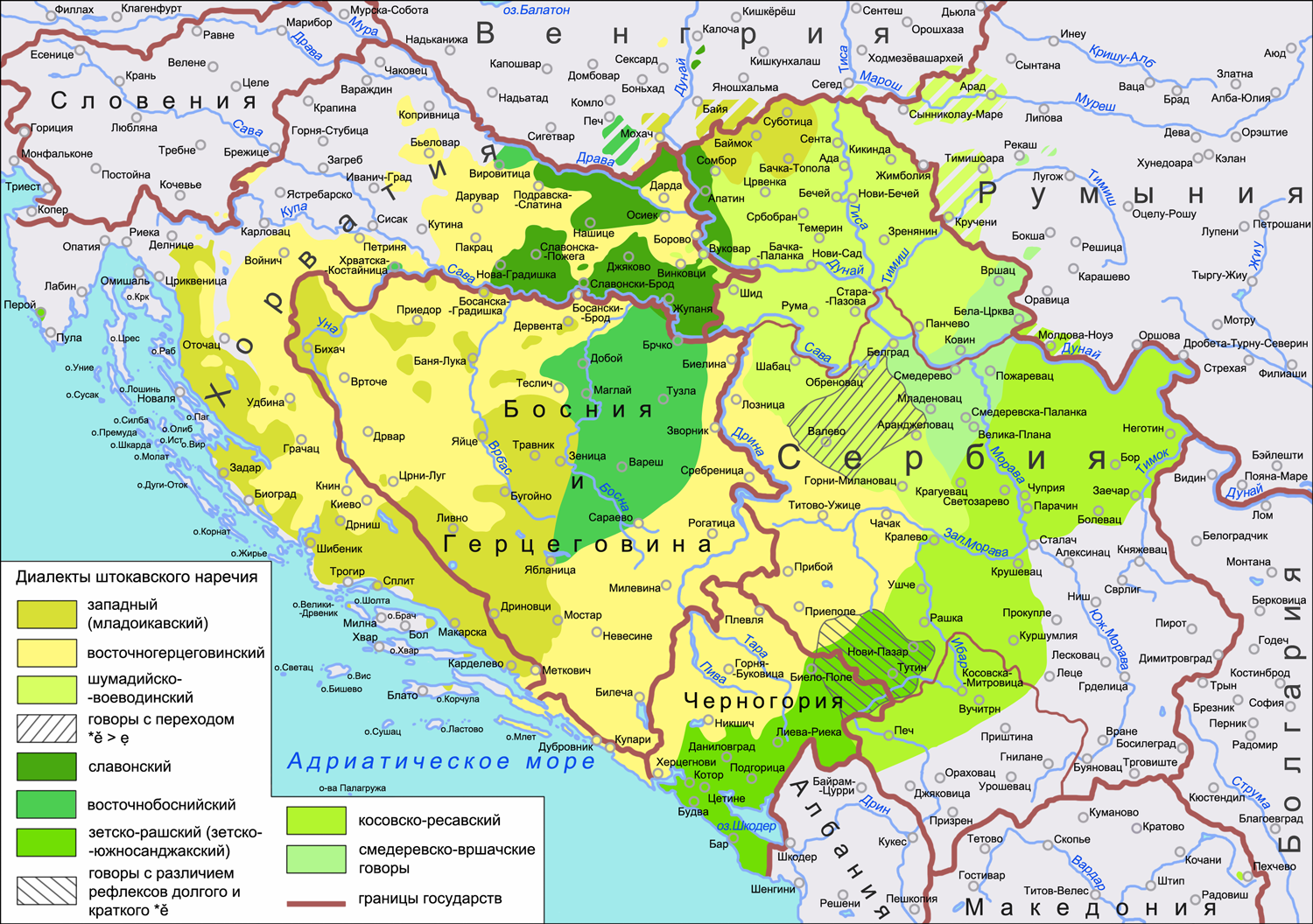
Шумадийско-воеводинский диалект на карте штокавского наречия

Шумадийско-воево́динский диале́кт (также шумадийско-воеводинская группа говоров; серб. шумадијско-војвођански дијалект,
сербохорв. шумадијско-војвођански дијалекат / šumadijsko-vojvođanski dijalekat) — один из трёх новоштокавских диалектов сербохорватского языкового континуума наряду с младоикавским (западным) и восточногерцеговинским. Распространён преимущественно в северных, северо-западных и центральных районах Сербии (в областях Шумадия и Воеводина). Большинство носителей шумадийско-воеводинского диалекта — сербы, имеются также небольшие группы хорватов, говорящих на этом диалекте, в основном в области Срем.
По развитию праславянской гласной *ě шумадийско-воеводинский диалект является экавским при наличии в ряде позиций икавизмов, по распространению сочетаний согласных на месте *stj и *zdj — является штакавским. Наряду с восточногерцеговинским диалектом лёг в основу кодификации сербохорватского литературного языка (при этом на шумадийско-воеводинском диалекте основан восточный, или сербский, вариант литературной нормы с экавским типом произношения).

## Область распространения
Область распространения шумадийско-воеводинского диалекта размещена в северо-восточной части ареала штокавского наречия, главным образом в исторических областях Шумадия и Воеводина в северных, северо-западных и центральных районах Сербии. Шумадийско-воеводинский ареал охватывает практически всю территорию Воеводины и только западную часть территории Шумадии. Согласно современному административно-территориальному делению Сербии говоры шумадийско-воеводинского диалекта в Центральной Сербии распространены на большей части Колубарского округа, в северных и центральных районах Мачванского округа, в западной части округа Белград, на севере Моравичского округа и на востоке Шумадийского округа. В автономном крае Воеводина шумадийско-воеводинские говоры распространены в Северно-Банатском, Средне-Банатском, Южно-Бачском и Сремском округах, а также в Южно-Банатском округе (исключая его восточные и южные районы) и в Западно-Бачском округе (исключая его западные и северные районы). Кроме того, говоры шумадийско-воеводинского диалекта (в том числе и островные) встречаются в прилегающих к Воеводине приграничных районах Хорватии (в восточной Славонии), Венгрии и Румынии (в Поморишье, к западу и к югу от Тимишоары и в других районах).
На севере к ареалу шумадийско-воеводинского диалекта примыкает ареал венгерского языка, на северо-востоке — ареал румынского языка. На востоке шумадийско-воеводинский диалект граничит с областью распространения смедеревско-вршачских говоров, на юго-востоке — с областью распространения говоров косовско-ресавского диалекта. К южным и юго-западным районам шумадийско-воеводинского ареала примыкает ареал восточногерцеговинского диалекта, к западным районам — ареал славонского диалекта. На северо-западе шумадийско-воеводинский диалект граничит с анклавом младоикавских говоров Бачки.
Начиная с XVII века ареал шумадийско-воеводинского диалекта существенно расширился в результате массовых переселений сербов с территории, попавшей под власть Османской империи, за Дунай в земли империи Габсбургов.

## Особенности диалекта
Говоры шумадийско-воеводинского диалекта в целом характеризуются общештокавскими языковыми признаками. Кроме того, им присущи местные диалектные особенности, в числе которых отмечаются:
1. Рефлекс праславянского *ě — преимущественно гласная e, реже на месте *ě выступает i в ряде позиций фонетического и морфологического происхождения: перед j (stariji, gdi je, smijati se, nisam); у местоимений в формах дательного и местного падежей (meni, tebi, sebi); у существительных в формах дательного и местного падежей единственного числа (sestri); у существительных в форме местного падежа множественного числа (po zubi или po zubima) и т. д. В шумадийских говорах к югу от Белграда на месте *ě отмечается гласный ẹ[5]: vẹk, dẹte, brẹza, zvẹzda, brẹg и т. п.
2. Переход -ао > -о.
3. Открытое произношение кратких гласных e и o.
4. Наличие сочетаний согласных št и žd на месте *stj и *zdj.
5. Утрата согласной h в большинстве говоров.
6. Наличие согласной v на месте f.
7. Новоштокавская система акцентуации, включающая четыре типа ударения.
8. Новоштокавское обобщение флексий существительных множественного числа в формах дательного, творительного и предложного падежей: -ima, -ama. Данная черта распространена непоследовательно.
9. Сохранение аориста в Шумадии и сокращение употребления аориста в Воеводине.
10. Распространение форм инфинитива на -ti, -ći (dodijati) или замена инфинитива формами глагола настоящего времени с частицей da.
11. Наличие таких форм глагола 3-го лица единственного числа настоящего времени, как pevadu, pevu и т. д.

По ряду диалектных черт выделяются воеводинские и шумадийские говоры. В частности, воеводинские говоры характеризуются более медленным темпом речи; твёрдым произношением l; выравниванием окончаний имён с твёрдыми и мягкими основами (mûžom, kòńom); большим числом заимствований из немецкого языка и т. д.